# Synodontis
Synodontis – rodzaj słodkowodnych ryb sumokształtnych z rodziny pierzastowąsowatych (Mochokidae). Obejmuje około 130 gatunków żyjących w Afryce, w języku polskim określanych nazwą giętkoząb.

## Występowanie
Giętkozęby spotykane są przede wszystkim w wodach Afryki równikowej, w dorzeczu takich rzek jak Niger, czy Kongo, w dorzeczu Jeziora Czad, w Wielkich Jeziorach Afrykańskich (przede wszystkim Jezioro Wiktorii i Tanganika) oraz w jeziorze Malawi.

## Taksonomia
Nazwa rodzaju pochodzi od łac. przedrostka syn- oznaczającego współ-, razem oraz gr.  odóntos oznaczającego ząb. Synodontis jest rodzaju żeńskiego, ale w literaturze często spotykane są nazwy gatunków pisane w rodzaju męskim, np. S. decorus, eupterus, multipunctatus zamiast S. decora, euptera, multipunctata.

## Wygląd
W wieku dorosłym sumy te osiągają rozmiary od kilku do kilkudziesięciu centymetrów. Ich czaszka jest osłonięta pancerzem kostnym, a z pokrywą skrzelową zrośnięty jest mocny i nierzadko długi kolec barkowy, często odchylany prostopadle do osi tułowia (szczególnie w czasie walki z innymi osobnikami). Ryby te mają dużą płetwę tłuszczową, a w płetwach piersiowych i grzbietowej mocne kolce. Ich ubarwienie zależy nie tylko od gatunku, ale też od wieku osobnika, często zmieniając się wraz z rozwojem od linii i geometrycznych wzorów do cętek, bądź odwrotnie.

## Biologia
Ryby te prowadzą często, ale nie zawsze nocny tryb życia. Na ogół unikają nadmiernego oświetlenia, chowając się w kryjówkach. Część żyje w głębszych partiach wód. Są to ryby terytorialne, aktywnie broniące swojego rewiru przed innymi rybami z tego samego gatunku. Giętkozęby wydają głośne sygnały dźwiękowe, szczególnie w czasie walk terytorialnych. Niektóre gatunki wytwarzają złożone impulsy elektryczne, najprawdopodobniej służące komunikacji międzyosobniczej.
Sumy te są jajorodne – składają ikrę, ale o ich rozrodzie niewiele wiadomo. Żyjący w jeziorze Tanganika giętkoząb cętkowany (S. multipunctata) jest pasożytem lęgowym pielęgnic z rodzaju Simochromis, Cyphotilapia i innych pyszczaków z plemienia Tropheini i Haplochromini.

## Znaczenie gospodarcze
Ryby te mają pewne znaczenie gospodarcze. Większe gatunki są ważnym źródłem mięsa. Ze względu na wygląd i ciekawe zachowanie mniejsi przedstawiciele rodzaju są często trzymani w akwariach, a niektóre gatunki są w nich z powodzeniem, aczkolwiek rzadko, rozmnażane. Osobniki niektórych gatunków, np. S. nigriventris pływają, szczególnie w młodszym wieku, brzuchem równolegle do powierzchni dna, skał lub powierzchni wody (podobnie jak naskalniki) bez względu na kierunek ruchu. Płynąc wzdłuż powierzchni wody są więc obrócone brzuchem do góry, stąd potoczna nazwa opaczek.

## Klasyfikacja
Gatunki zaliczane do tego rodzaju:
| - Synodontis acanthomias - Synodontis acanthoperca - Synodontis afrofischeri - Synodontis alberti - Synodontis albolineatus - Synodontis angelicus – giętkoząb perlistoplamy - Synodontis annectens - Synodontis ansorgii - Synodontis arnoulti - Synodontis aterrimus - Synodontis bastiani - Synodontis batesii - Synodontis brichardi – giętkoząb strumieniowy - Synodontis budgetti - Synodontis camelopardalis – giętkoząb marmurkowy - Synodontis carineae - Synodontis caudalis - Synodontis caudovittatus - Synodontis centralis - Synodontis clarias - Synodontis comoensis - Synodontis congicus - Synodontis contractus - Synodontis courteti - Synodontis cuangoanus - Synodontis decorus – giętkoząb świetny - Synodontis dekimpei - Synodontis depauwi - Synodontis dhonti - Synodontis dorsomaculatus - Synodontis eupterus – giętkoząb wielkopłetwy - Synodontis fascipinna - Synodontis filamentosus - Synodontis flavitaeniatus – giętkoząb żółtopasy - Synodontis frontosus - Synodontis fuelleborni - Synodontis geledensis - Synodontis gobroni - Synodontis grandiops - Synodontis granulosus - Synodontis greshoffi - Synodontis guttatus - Synodontis haugi - Synodontis ilebrevis - Synodontis irsacae - Synodontis iturii - Synodontis katangae - Synodontis khartoumensis - Synodontis koensis - Synodontis kogonensis - Synodontis laessoei - Synodontis leopardinus - Synodontis leopardus - Synodontis levequei - Synodontis longirostris - Synodontis longispinis - Synodontis lucipinnis - Synodontis lufirae - Synodontis macrophthalmus - Synodontis macrops - Synodontis macropunctatus - Synodontis macrostigma - Synodontis macrostoma - Synodontis manni - Synodontis marmoratus | - Synodontis matthesi - Synodontis melanopterus - Synodontis melanostictus - Synodontis multimaculatus - Synodontis multipunctatus – giętkoząb cętkowany - Synodontis nebulosus - Synodontis ngouniensis - Synodontis nigrita - Synodontis nigriventris – giętkoząb czarnobrzuchy - Synodontis nigromaculatus - Synodontis njassae – giętkoząb malawijski - Synodontis notatus - Synodontis nummifer - Synodontis obesus - Synodontis ocellifer – giętkoząb groszkoplamy - Synodontis omias - Synodontis orientalis - Synodontis ornatipinnis - Synodontis ornatissimus - Synodontis ouemeensis - Synodontis pardalis - Synodontis petricola - Synodontis pleurops – giętkoząb widłosterny - Synodontis polli - Synodontis polyodon - Synodontis polystigma - Synodontis pulcher - Synodontis punctifer - Synodontis punctulatus - Synodontis punu - Synodontis rebeli - Synodontis resupinatus - Synodontis ricardoae - Synodontis robbianus - Synodontis robertsi - Synodontis ruandae - Synodontis rufigiensis - Synodontis rukwaensis - Synodontis schall - Synodontis schoutedeni – giętkoząb lamparci - Synodontis serpentis - Synodontis serratus - Synodontis smiti - Synodontis soloni - Synodontis sorex - Synodontis steindachneri - Synodontis tanganyicae - Synodontis tessmanni - Synodontis thamalakanensis - Synodontis thysi - Synodontis tourei - Synodontis unicolor - Synodontis vaillanti (species inquirenda) - Synodontis vanderwaali - Synodontis velifer – giętkoząb żaglopłetwy - Synodontis vermiculatus - Synodontis victoriae - Synodontis violaceus - Synodontis voltae - Synodontis waterloti - Synodontis woleuensis - Synodontis woosnami - Synodontis xiphias - Synodontis zambezensis - Synodontis zanzibaricus |

Gatunkiem typowym jest Silurus clarias (Synodontis clarias).

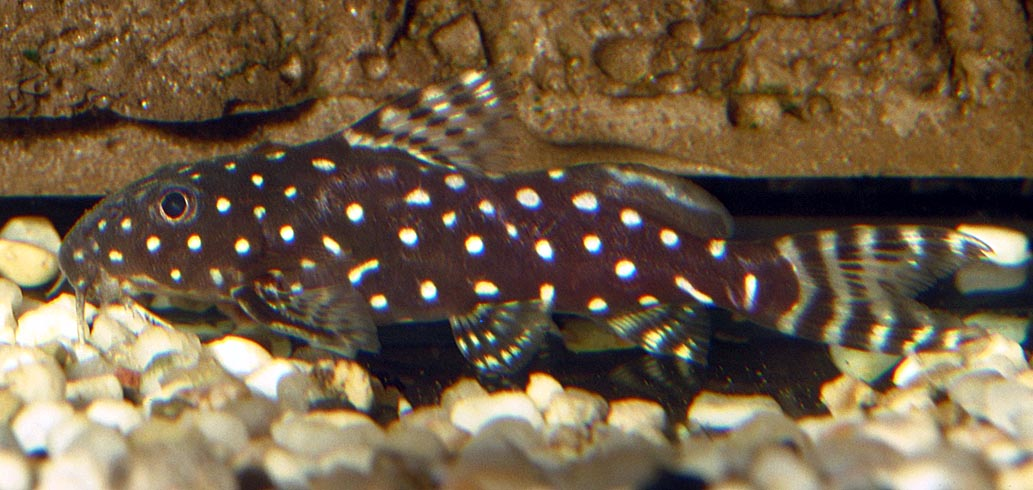
Synodontis angelica
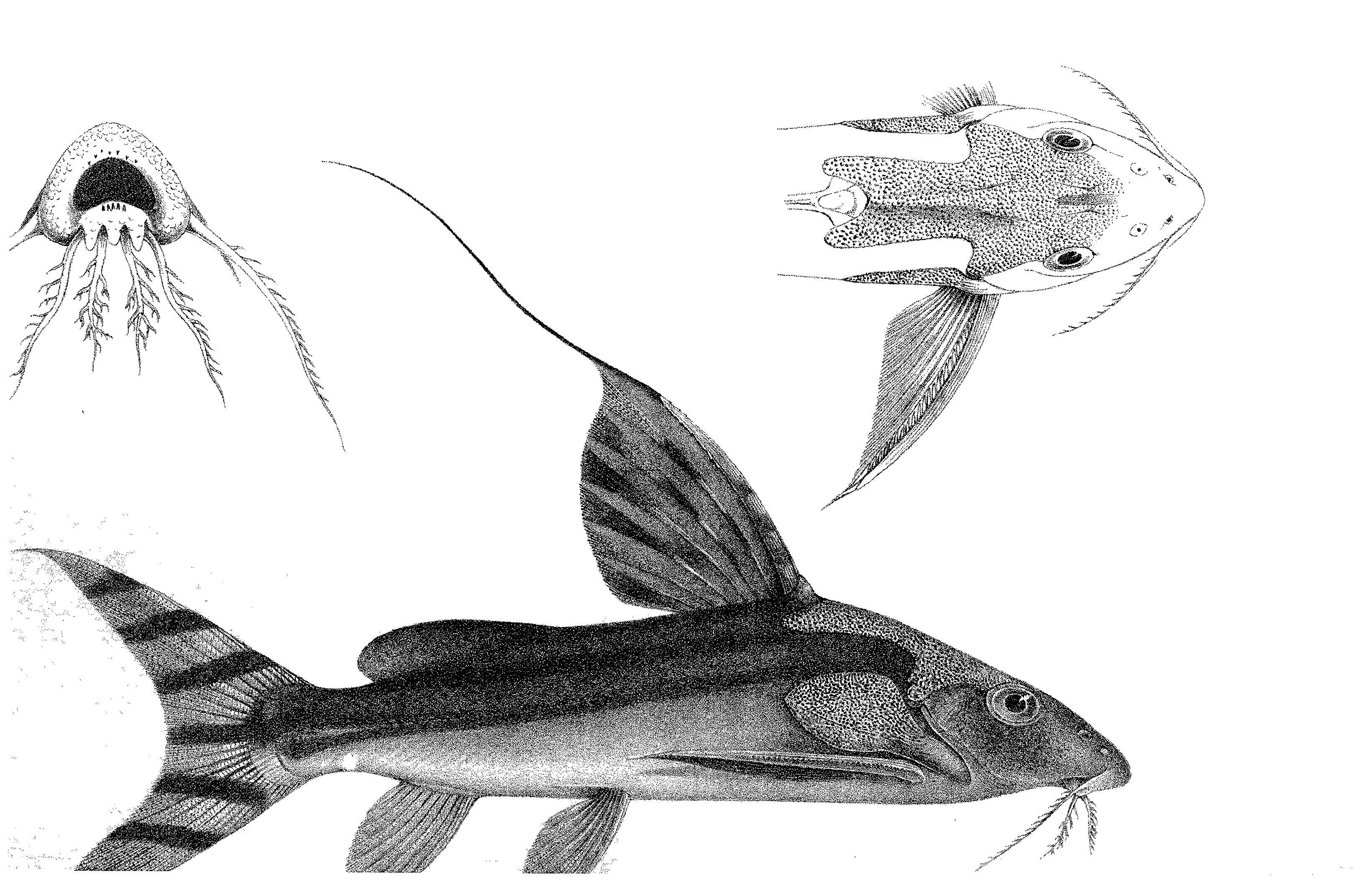
Synodontis decora
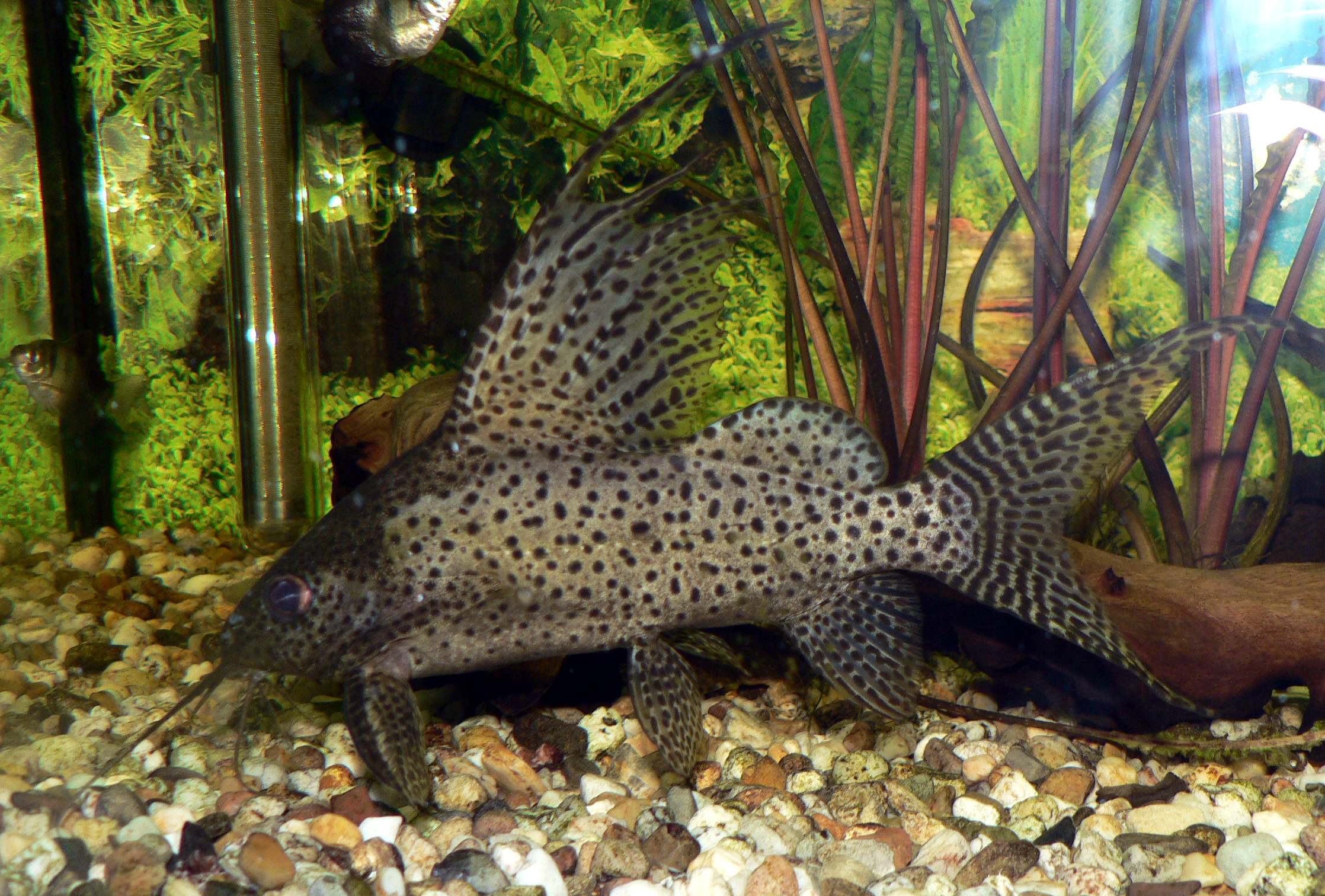
Synodontis euptera
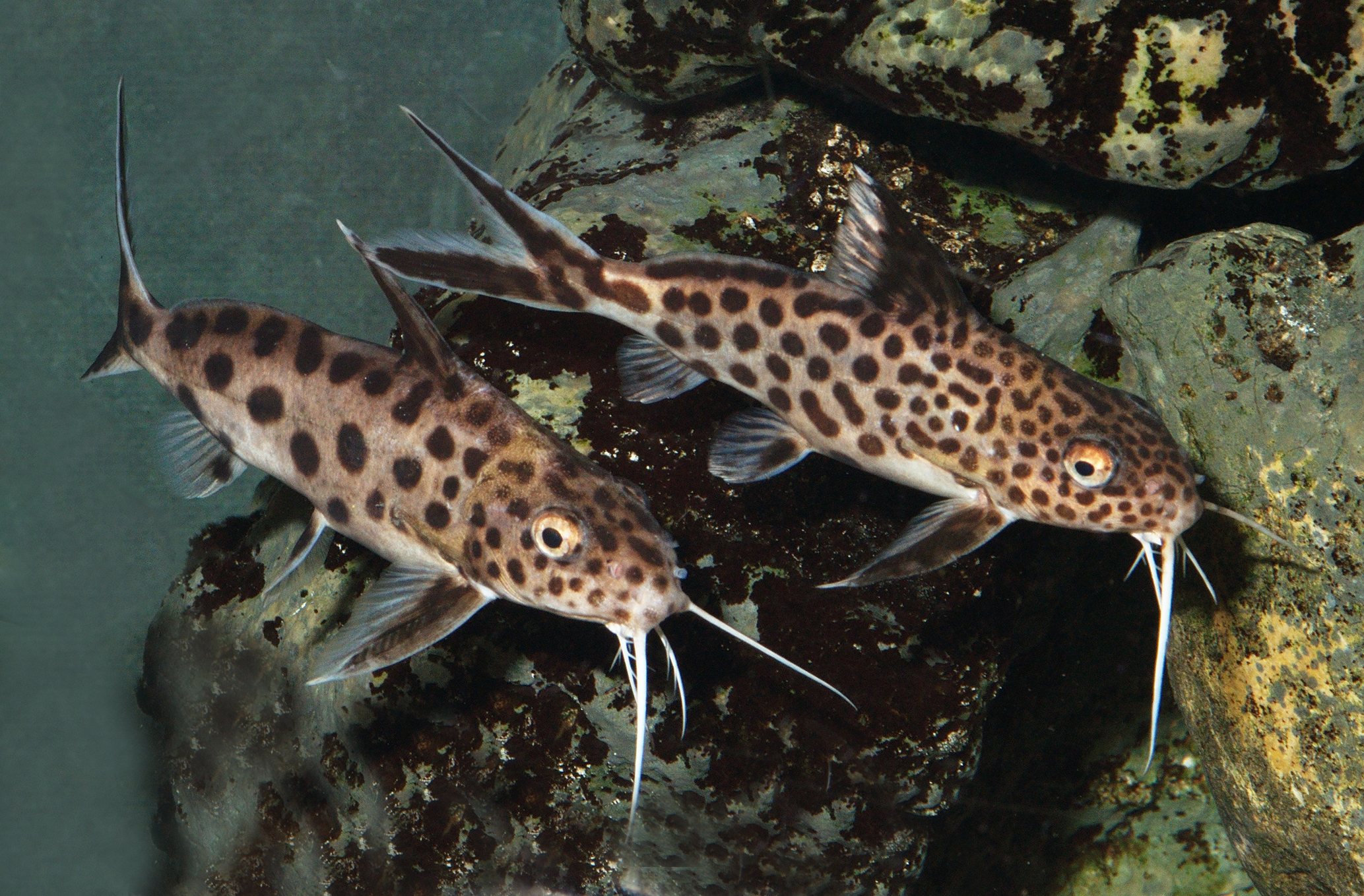
Synodontis grandiops
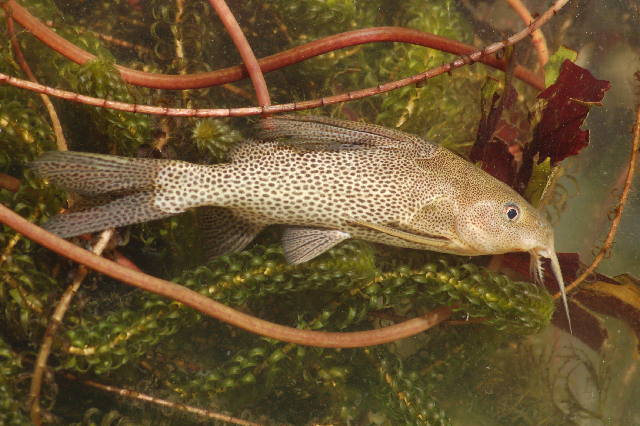
Synodontis leopardinus
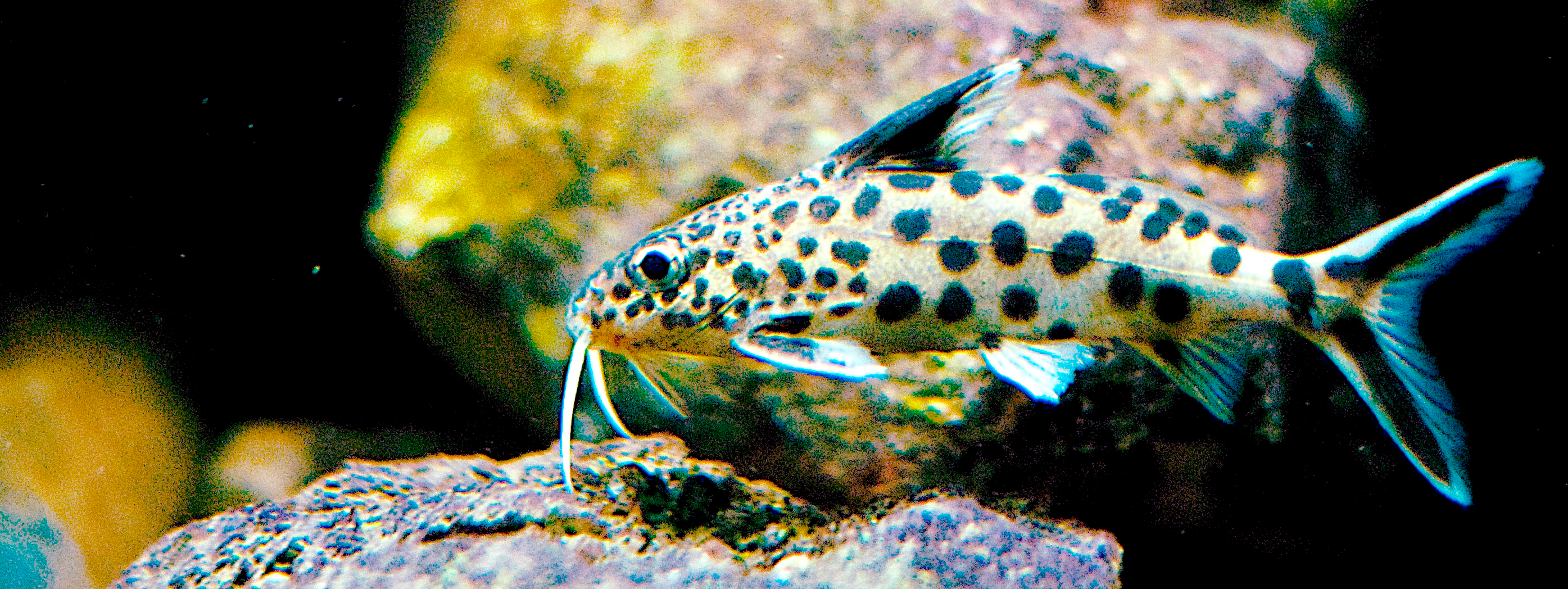
Synodontis multipunctatus
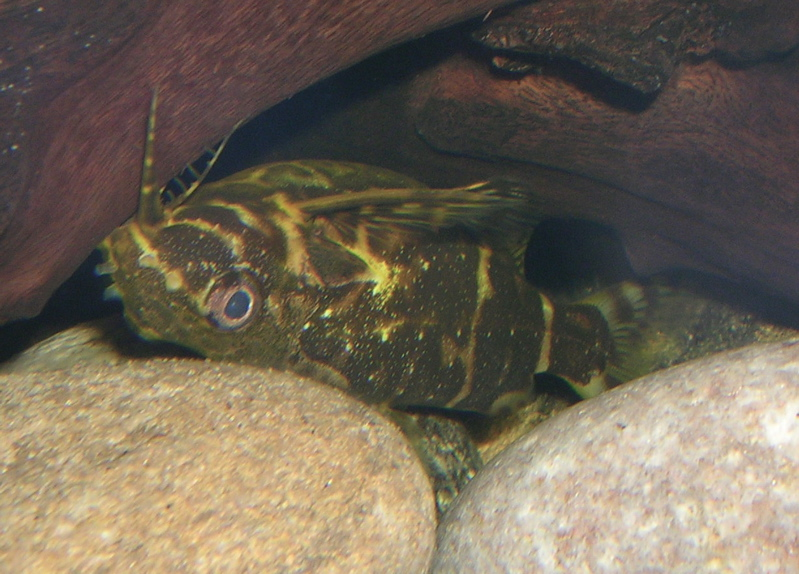
Synodontis nigriventris
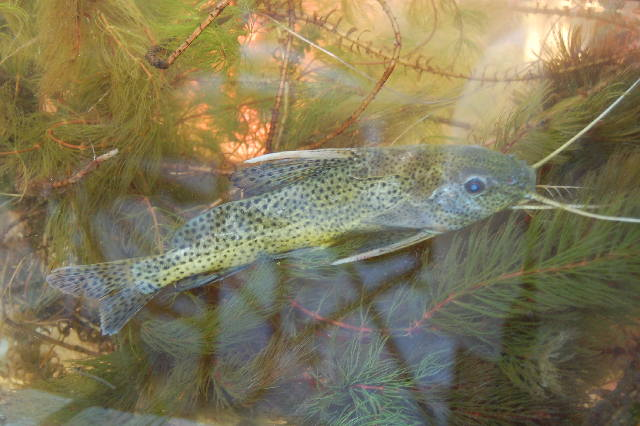
Synodontis nigromaculatus
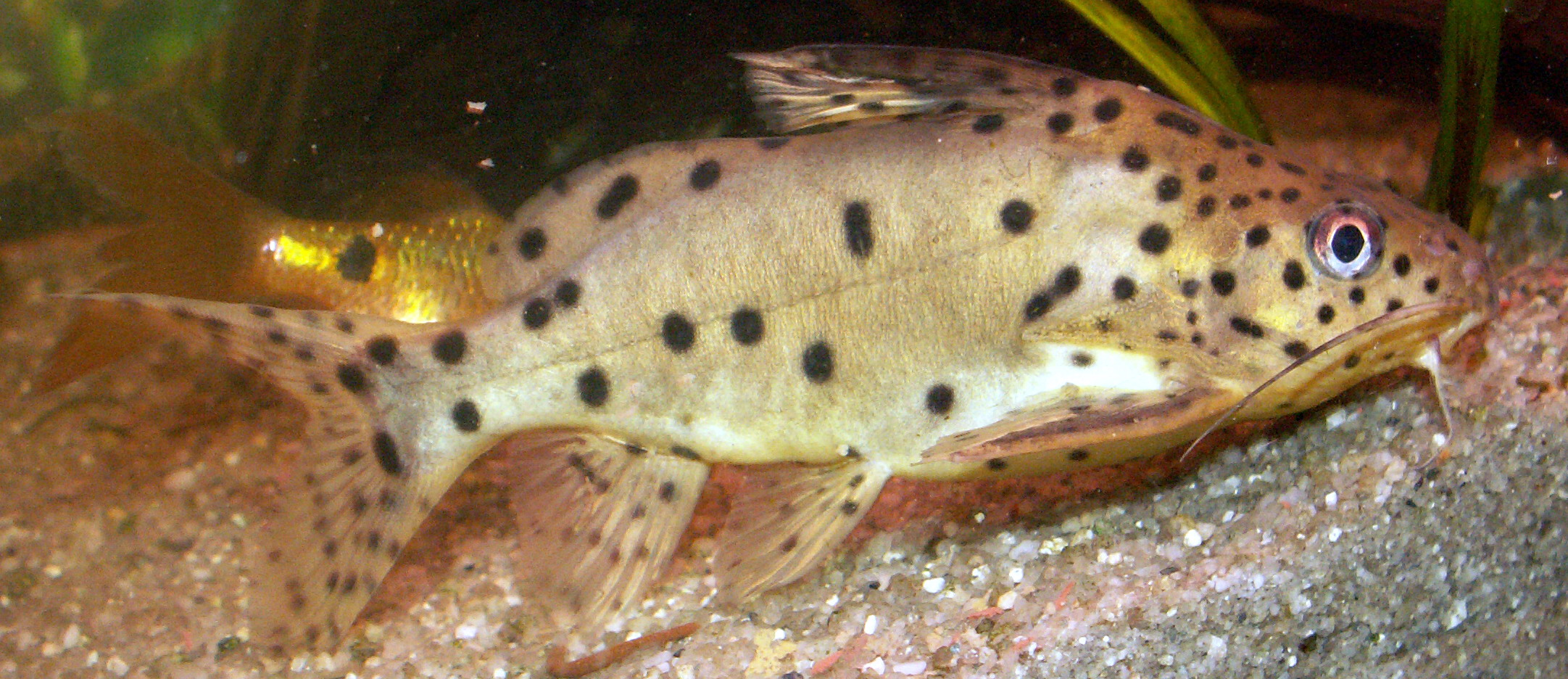
Synodontis njassae
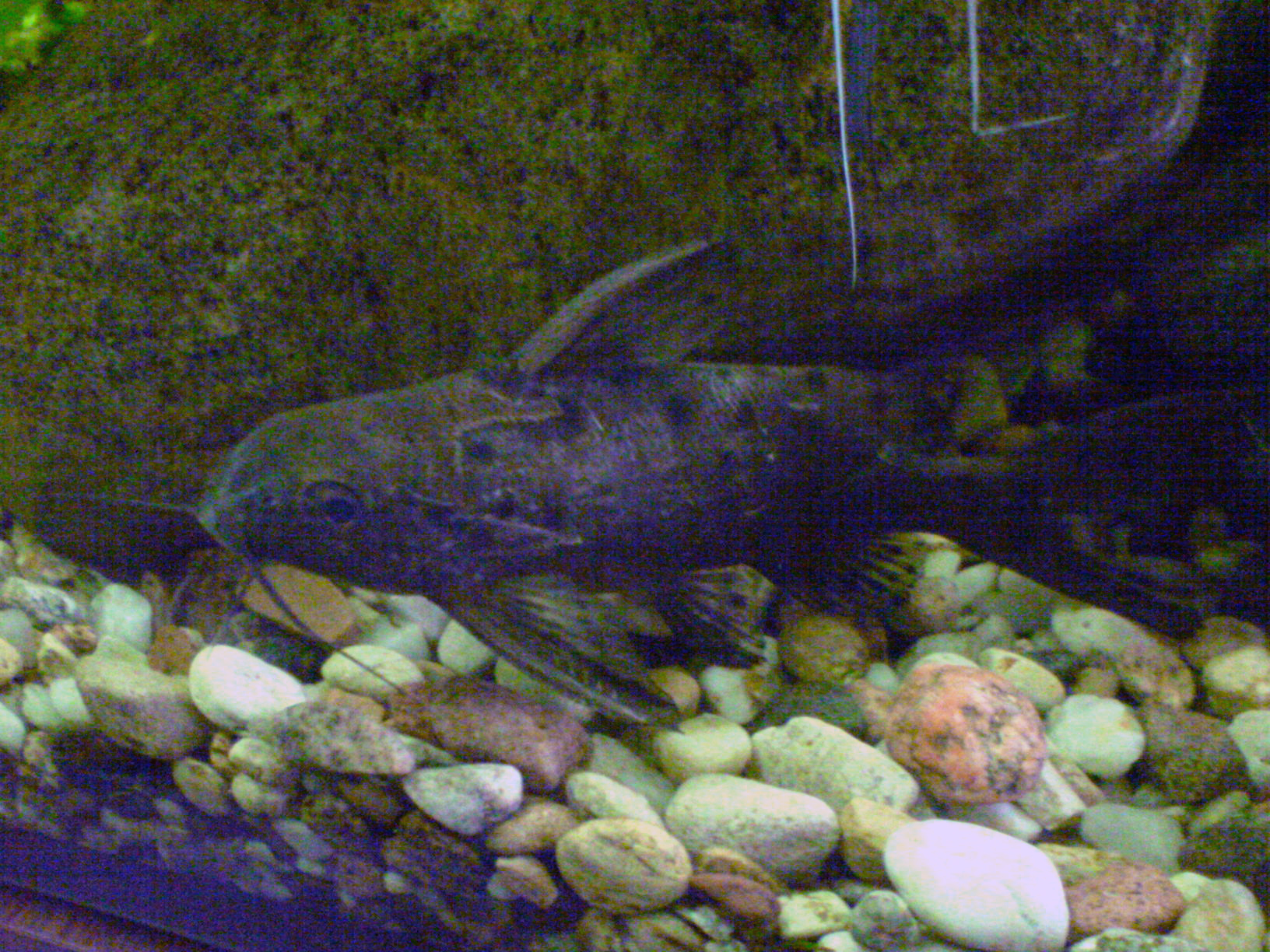
Synodontis ocellifer
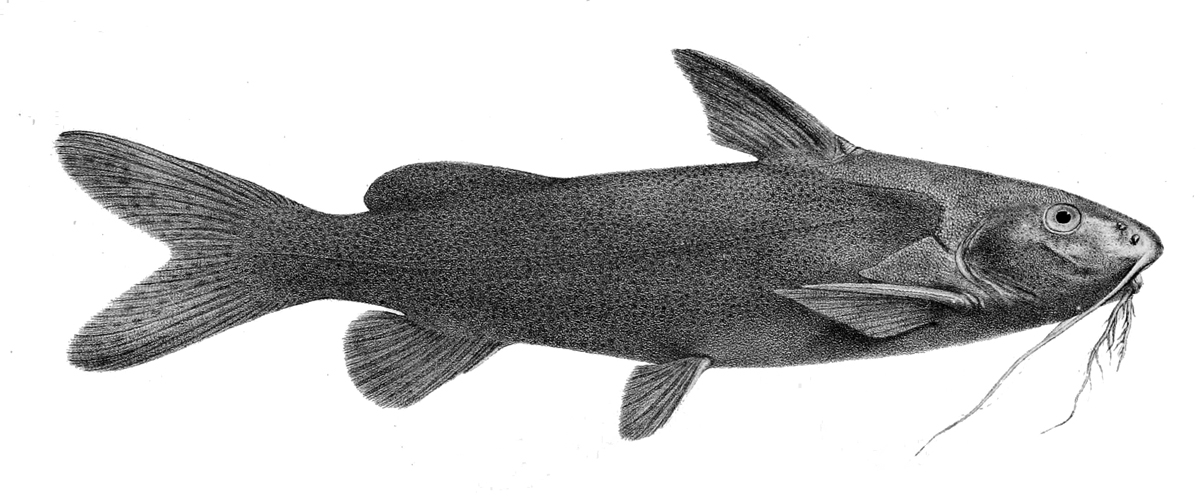
Synodontis schall
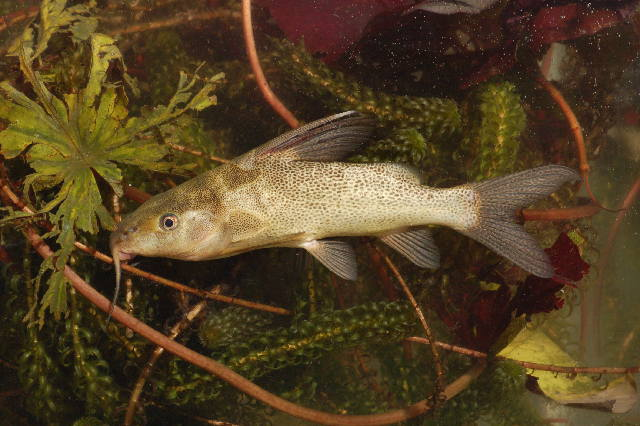
Synodontis thamalakanensis
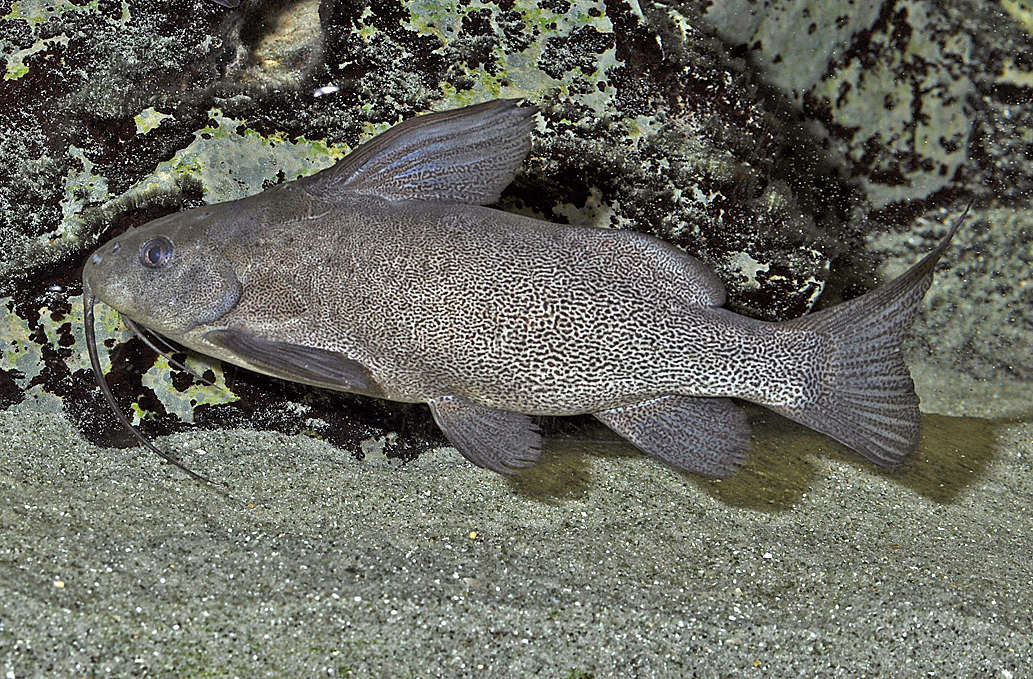
Synodontis vanderwaali
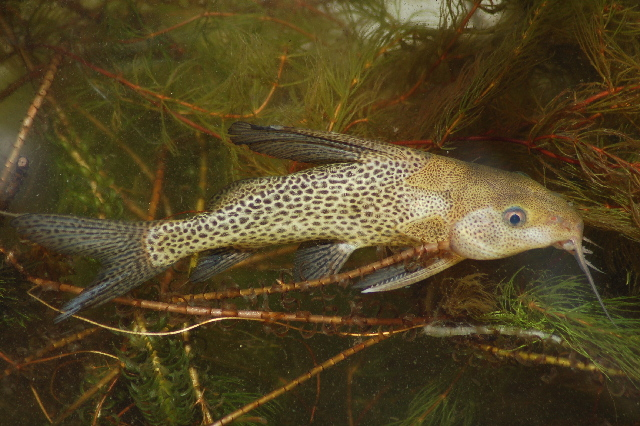
Synodontis woosnami